# VAST
I VAST sono un gruppo industrial rock di Seattle, fondato dal cantautore e polistrumentista Jon Crosby. L'acronimo VAST sta per Visual Audio Sensory Theater, titolo anche del loro primo album.
I VAST fondono suoni ambient electro-rock con considerevoli influenze industrial e acustiche, ottenute da Crosby con chitarra acustica, strumenti elettronici ed elaboratori sonori. Le vocalità spaziano dal classic rock al post-grunge. Negli ultimi anni il sound dei VAST ha virato verso l'acoustic rock.
Nel 2006 Jon Crosby fonda l'etichetta 2blossoms, che distribuirà i successivi album.

## Discografia
- Visual Audio Sensory Theater (1998) Elektra
- Music for People (2000) Elektra
- Nude (2004) 456 Entertainment / SPV
- Turquoise & Crimson (2006) 2blossoms
- April (2007) 2blossoms
- Me and You (2009) 2blossoms